# Alan Stewart Orr
Alan Stewart Orr (21 de febrero de 1911-3 de abril de 1991) fue un abogado británico especializado en impuestos que se convirtió en juez del Tribunal Superior y juez de apelaciones. En 1958 fue conocido como Alan Orr QC, desde 1965 como el Sr. Justice Orr, y desde 1971 como Lord Justice Orr.
Durante la Segunda Guerra Mundial, Orr sirvió en la Reserva de Voluntarios de la Royal Air Force, se convirtió en Comandante de Ala, y fue nombrado Oficial de la Orden del Imperio Británico por su servicio en tiempos de guerra.

## Carrera
Orr nació en Escocia y se educó allí en Fettes College y en la Universidad de Edimburgo, donde se graduó en MA en 1933 antes de continuar en Balliol College, Oxford. Después se unió al Templo Medio en la Ciudad de Londres para entrenarse como abogado. Durante la Segunda Guerra Mundial, estuvo en la Reserva de Voluntarios de la Royal Air Force y fue ascendido a Comandante de Ala en funciones. En 1944 fue nombrado Oficial de la Orden del Imperio Británico. 
Orr era un abogado en las cámaras de Sir Wintringham Stable en Crown Office Row. En la década de 1970 se mudó a las instalaciones y se conoció como Fountain Court Chambers. A fines de la década de 1940 y principios de la década de 1950, comenzó a construir la reputación de las cámaras para los litigios comerciales junto con Leslie Scarman QC y Melford Stevenson QC. Fue miembro del Consejo General del Colegio de Abogados de 1953 a 1957. Conocido como un "demonio fiscal", Orr fue ascendido a abogado de la reina en 1958 y ese mismo año fue nombrado Registrador de New Windsor.
En 1962, se convirtió en jefe de sus cámaras. En abril de 1963, fue invitado de honor en la cena anual del Instituto de Contadores Públicos de Escocia. En agosto de 1964 se convirtió en vicepresidente de Oxfordshire Quarter Sessions. 
En 1965, Orr fue nombrado juez del Tribunal Superior, uniéndose a la División de Sucesiones, Divorcio y Almirantazgo, lo cual era inusual, ya que rara vez había aparecido en él como abogado. El 12 de noviembre de 1965, fue nombrado caballero por la reina Isabel II en el Palacio de Buckingham. En 1967 fue elegido Maestro de la Banca de la Honorable Sociedad del Templo Medio.
El 20 de abril de 1971, junto con Sir John Stephenson, Orr fue nombrado juez de apelación. El mismo día, Sir John Passmore Widgery fue llamado Lord Widgery y se convirtió en el presidente del Tribunal Supremo. El juez Alfred Hollings QC fue designado para reemplazar a Orr en la División de Sucesiones, Divorcio y Almirantazgo del Tribunal Superior y Orr también fue nombrado miembro del Consejo Privado del Reino Unido.
Orr se retiró como Lord Justice en 1980 poco después de que un señor de menor rango, Geoffrey Lane, hubiera sido elegido por el Lord Chancellor, Lord Hailsham, para suceder a Widgery como Lord Chief Justice.

## Casos de éxito
En 1963 y 1964, Orr representó a George Wigg, un miembro laborista del parlamento, en una acción del Tribunal Superior por difamación contra Angus Maude, un miembro conservador. Ganó el caso y se adjudicaron daños sustanciales. 
En octubre de 1966, el espía George Blake escapó de HM Prison Wormwood Scrubs y huyó de Gran Bretaña a la Unión Soviética, y un mes más tarde, su esposa, con quien tuvo tres hijos, inició un proceso de divorcio contra él. En el Tribunal Superior de Justicia de marzo de 1967, Orr le otorgó un decreto en ausencia de Blake, alegando que la condena de un cónyuge por traición puede equivaler a crueldad o deserción constructiva, y también otorgó la custodia de los tres hijos de la pareja a Sra. Blake.
El 17 de diciembre de 1968, Orr otorgó a la actriz Britt Ekland un decreto de divorcio por parte de Peter Sellers, quien no impugnó el procedimiento.

## Vida privada
En 1933, Orr se casó con Mariana Frances Lilian, una hija del Capitán J. C. Lang. Vivían en Highfield, Harmer Green, Welwyn, Hertfordshire. Tuvieron cuatro hijos: James, Gavin, Mark y Giles, y Lady Orr murió en febrero de 1986. 
Orr era miembro del Club de Oxford y Cambridge. Murió el 3 de abril de 1991 en Kineton Manor Nursing Home, Kineton, Warwickshire. Los retratos de Orr por Walter Bird y Rex Coleman de Baron Studios se encuentran en la Galería Nacional de Retratos.